# Josef Bugl
Josef Bugl (* 24. Dezember 1932 in Weiden in der Oberpfalz; † 20. September 2023 in Mannheim) war ein deutscher Wissenschaftler und Politiker (CDU). Er war von 1976 bis 1980 Landtagsabgeordneter von Baden-Württemberg und von 1980 bis 1987 Mitglied des Deutschen Bundestages.

## Leben
In Weiden in der Oberpfalz geboren, studierte er Chemie, Physik und Mineralogie an der Universität Innsbruck. Der promovierte Atomforscher arbeitete für die Europäische Atomgemeinschaft von 1960 bis 1965 als Gastwissenschaftler an der Ohio State University in den USA und anschließend als Institutsleiter am Europäischen Kernforschungszentrum in Petten. 1972 ging Bugl zur Niederlassung des Schweizer Elektronikkonzerns Brown, Boveri & Cie, (BBC) in Mannheim und wurde Prokurist. Für die CDU, der er 1975 beigetreten war, wurde er 1976 in den Landtag von Baden-Württemberg gewählt. Dort vertrat er bis 1980 den Wahlkreis Mannheim I und war bildungspolitischer Sprecher der CDU-Landtagsfraktion. Von 1980 bis 1987 war er Abgeordneter im Deutschen Bundestag. Dort gehörte er dem Vorstand der CDU-Fraktion an und war Vorsitzender der Enquête-Kommission „Technikfolgen-Abschätzung“. Für die Bundestagswahl 1987 wurde er von seiner Partei auf einen hinteren Listenplatz gesetzt. Da er auch das Direktmandat im traditionell von der SPD dominierten Wahlkreis Mannheim I gegen Werner Nagel nicht gewinnen konnte, schied er aus dem Bundestag aus und arbeitete wieder bei BBC.
1990 wurde Bugl Professor für Forschungs-, Technologie- und Innovationsmanagement an der Technischen Universität Chemnitz und war Mitbegründer der Akademie für Technikfolgenabschätzung in Stuttgart. 1996 wurde er als Mitglied in der Europäischen Akademie der Wissenschaften und Künste aufgenommen. An der Technischen Universität München leitete er das Institut „Fortgeschrittene Systeme der Nachhaltigkeit“.
Ehrenamtlich engagierte sich Bugl als Vorsitzender des Lions-Club Mannheim–Rhein-Neckar und Kuratoriumssprecher des Museumsvereins des Landesmuseums für Technik und Arbeit. Zwischen 1976 und 1987 war er Vorsitzender des CDU-Kreisverbandes Mannheim, später dann Ehrenvorsitzender. 1980 wurde er mit dem Verdienstkreuz am Bande der Bundesrepublik Deutschland geehrt.
Seit 1953 war er Mitglied der katholischen Studentenverbindung KaV Rheno-Danubia Innsbruck im ÖCV.
Er verstarb am 20. September 2023 in Mannheim.

## Privates
Bugl lebte in Mannheim und hat zwei Kinder.